# 登坂宣好
登坂宣好（とさかのぶよし、1942年 - ）は、日本の工学者。日本大学教授を経て、東京電機大学教授。専門は構造解析。日本計算工学会会長を歴任。

## 略歴
1942年東京都生まれ。1971年東京大学大学院工学系研究科博士課程修了。工学博士。同年日本大学生産工学部講師。1979年、カリフォルニア大学バークレー校工学部機械工学科訪問研究員。1985年から日本大学教授。東京理科大学工学部機械工学科・大学院理工学研究科機械工学専攻非常勤講師兼務。 1993年から公益財団法人前田記念工学振興財団選考委員。 2000年からFellow of Wessex Institute。2007年、東京電機大学未来科学部客員教授。（財）電力中央研究所・環境科学研究所客員研究員兼務。 2012年、東京電機大学未来科学部教授。 2014年、東京電機大学未来科学部客員教授。 2017年、東京電機大学システムデザイン工学部教授。

## 学会
日本建築学会：学術理事、海洋委員会委員長。日本計算工学会会長。 日本機械学会フェロー

## 賞歴
日本建築学会学会賞（論文）(1989) 日本計算工学会功績賞　(2008)

## 著書
- 理工系の基礎 工学の基幹数学（共著、丸善、2018）
- 偏微分方程式の数値シミュレーション （共著、東京大学出版会）
- 逆問題の数理と解法―偏微分方程式の逆解析（共著、東京大学出版会）
- 計算力学 IV（共著、養賢堂、1995）
- 計算力学 III （共編、養賢堂、1992)
- 計算力学と境界要素法 （共著、養賢堂）
- 工学系の基礎数学 （共著、彰国社）
- 境界要素法の基礎（日科技連出版社）
- 非圧縮性流体解析 (数値流体力学シリーズ) （共著、東京大学出版会）
- 有限要素法・境界要素法による逆問題解析―カルマンフィルタと等価介在物法の応用 （共著、コロナ社）
- 微分方程式の解法と応用―たたみ込み積分とスペクトル分解を用いて（東京大学出版会、2010）